# Plexo mesentérico inferior
El plexo mesentérico inferior deriva principalmente del plexo aórtico.
Rodea a la arteria mesentérica inferior, y se divide en una serie de plexos secundarios, los cuales se distribuyen a todas las partes irrigadas por la arteria: los plexos cólico izquierdo y sigmoide, para las partes descendente y sigmoide del colon, y el plexo hemorroidal superior (que se une en la pelvis con ramas de los plexos pélvicos), para el recto.

## Imágenes adicionales

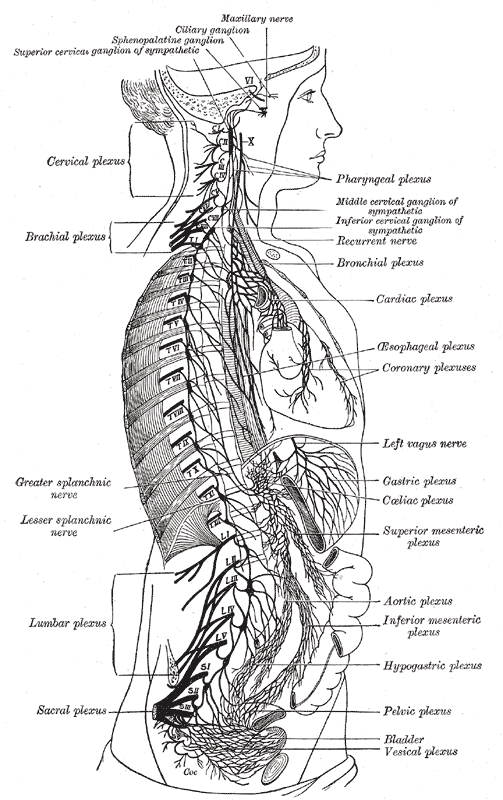
La cadena simpática derecha y sus conexiones con los plexos torácico, abdominal y pélvico.
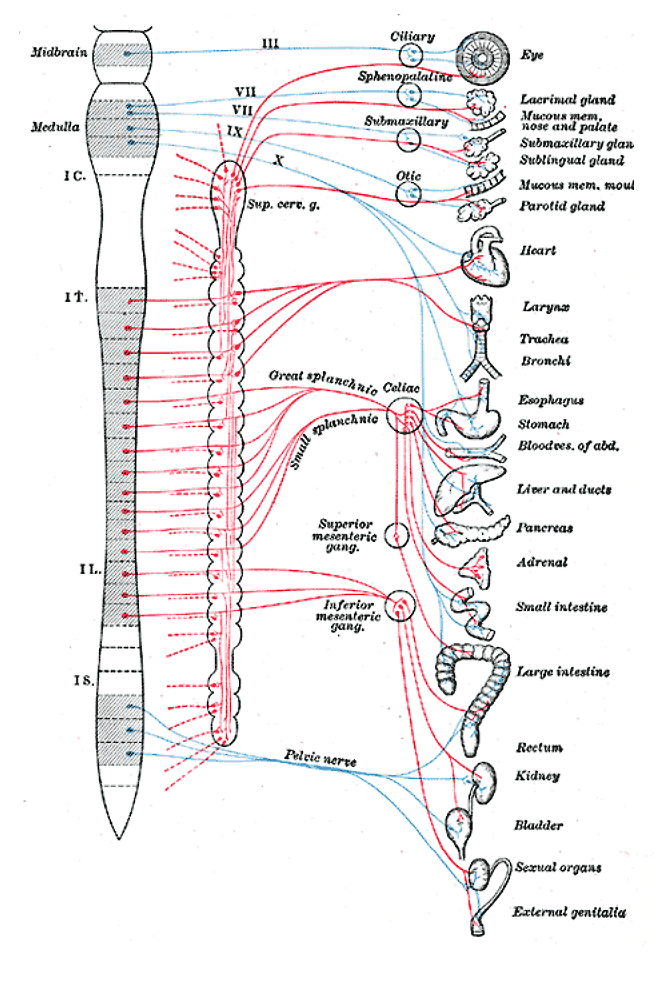
Diagrama del sistema nervioso simpático eferente.